# Intersens
Intersens-fietsen worden gebouwd bij Intersens Bikes & Part. Intersens bouwde al jaren fietsen onder de naam Target en Intersens. Sinds 2006 is hierbij Sensa aan toegevoegd voor de exclusievere racefietsen. In 2007 zullen er ook twee mountainbikes aan de collectie worden toegevoegd. Sinds 2014 is Concorde toegevoegd aan de collectie.

## Target
Target is de goedkopere lijn van intersens. Onder de naam Target worden stadsfietsen, hybride fietsen, kinderfietsen, mountainbikes en racefietsen verkocht. Onlangs is een Target-stadsfiets als zeer goed getest door de ANWB. Bij de hybride fietsen worden deze maximaal afgemonteerd met Shimano Alivio, de ATB’s gaan maximaal tot Shimano Deore en de racefietsen tot maximaal Shimano Tiagra.

## Intersens
Intersens is de duurdere lijn van Intersens BV. Deze fietsen beginnen bij de versnellingsgroepen waar de Targets stoppen. Verder zijn de Intersens-hybride, -ATB’s en -racefietsen volledig naar eigen wens samen te stellen. Een echt standaardmodel bestaat er dan ook niet van.

## Sensa
Sensa is sinds 2006 nieuw en onder de naam Sensa worden ook alleen racefietsen en mountainbikes verkocht. Met Sensa probeert Intersens een wat exclusiever merk op de markt te zetten. Zo is het duurste model van Sensa dan ook afgemonteerd met de Dura-Ace-groep.

## Concorde
Concorde is in 2014 overgenomen van Veltec uit Valkenswaard. Het is een fietsmerk met geschiedenis. Van 1986 tot 1992 bestond het PDM-Concorde team in de UCI ProTour. Na 2000 was er het Veltec Granfondo team. Eind 2015 is Concorde opnieuw gelanceerd via Nederlandse en Belgische dealers.